# 3518 Florena
3518 Florena è un asteroide della fascia principale. Scoperto nel 1977, presenta un'orbita caratterizzata da un semiasse maggiore pari a 2,6749814 UA e da un'eccentricità di 0,1784898, inclinata di 13,87931° rispetto all'eclittica.